# François Place
François Place (Albertville, 2 de julio de 1989) es un deportista francés que compite en esquí acrobático, especialista en la prueba de campo a través.
Ganó tres medallas en el Campeonato Mundial de Esquí Acrobático entre los años 2017 y 2021.

## Medallero internacional
| Campeonato Mundial | Campeonato Mundial         | Campeonato Mundial | Campeonato Mundial |
| Año                | Lugar                      | Medalla            | Competición        |
| ------------------ | -------------------------- | ------------------ | ------------------ |
| 2017               | Sierra Nevada (España)     | Medalla de bronce  | Campo a través     |
| 2019               | Park City (Estados Unidos) | Medalla de oro     | Campo a través     |
| 2021               | Idre Fjäll (Suecia)        | Medalla de plata   | Campo a través     |